# Ron Perlman
Ronald N. Perlman (Nueva York, 13 de abril de 1950), más conocido como Ron Perlman, es un actor estadounidense, ganador del Globo de Oro por la serie de televisión Beauty and the Beast, también ha sido actor de voz en videojuegos como: Call of Duty: Black Ops 3 y Payday 2.

## Biografía
Ron Perlman nació en Washington Heights, Manhattan, en el seno de una familia judía, hijo de una trabajadora del ayuntamiento neoyorquino y de un técnico de electrodomésticos que también, como músico de jazz, llegó a tocar la batería con Artie Shaw.
Concluidos sus estudios en el instituto George Washington neoyorquino, en el cual comenzó a representar obras de teatro, tomó clases de interpretación en el City College de Nueva York y en la Universidad de Minnesota.
En el año 1979, tras varios años interpretando obras teatrales, debutó como actor televisivo en la serie Ryan’s Hope.
Su primer papel como intérprete cinematográfico fue en En busca del fuego (La Guerre du feu; 1981), adaptación de la novela de J. H. Rosny que fue dirigida por Jean-Jacques Annaud, autor francés que volvió a requerir a Perlman para sus películas El nombre de la rosa (1986) y Enemigo a las puertas (2001). El año del estreno de En busca del fuego, película idónea para el singular físico de Perlman, que mide 1,85 m y pesa 85 kg, este contrajo matrimonio con la diseñadora de bisutería y complementos Opal Stone Perlman.
La serie televisiva Beauty and the Beast (La bella y la bestia; 1987-1990), en la que tuvo el papel de Vincent, precedió al film Cronos (1993), el título revelación de Guillermo del Toro, que lo emparejó por primera vez con el director mexicano, con quien volvería a rodar en Blade II (2002), Hellboy (2004), adaptación del cómic homónimo de Mike Mignola, Hellboy 2 (2008) y Pacific Rim (2013). Otro de sus directores habituales fue Jean-Pierre Jeunet, con quien colaboró en La ciudad de los niños perdidos (1995) y Alien: Resurrección (1997). Además de sus apariciones en títulos de alto presupuesto, el actor es habitual en películas de clase B y en colaboraciones para series de animación.
De 2008 a 2014 protagonizó con éxito la serie Sons of Anarchy, interpretando a Clay Morrow, uno de los fundadores (First 9) del Club de Motos SAMCRO.
Es la voz introductoria en la serie de videojuegos Fallout desde el primer título hasta su más reciente entrega, Fallout 4. También aparece en el primer episodio de zombis de Call of Duty: Black Ops 3, llamado Shadows of Evil, interpretando a un luchador retirado. También participó en el juego Payday 2, como "The Biker" o "Rust".

## Vida personal
Perlman se casó con la diseñadora de joyas Opal Stone el 14 de febrero de 1981. Tienen dos hijos: Blake Amanda Perlman (nacida en 1984) y Brandon Avery Perlman (nacido en 1990), el cual produce música electrónica bajo el nombre artístico de Delroy Edwards.
Perlman se define como espiritual pero no religioso y se describió a sí mismo en noviembre de 2016 como un «demócrata de toda la vida». Se ha ofrecido como actor en el programa Young Storytellers Program.
El 9 de noviembre de 2016, Perlman anunció a través de Facebook su intención de postularse para ser presidente de los Estados Unidos para las elecciones de 2020, pero se retiró en enero de 2019 respaldando a Kamala Harris.

## Filmografía

### Cine
- Le Guerre du feu (1981), de Jean-Jacques Annaud.
- Guerreros del espacio (1984), de Stewart Raffill.
- El nombre de la rosa (1986), de Jean-Jacques Annaud.
- A Stoning in Fulham County (1988).
- Sleepwalkers (1992), de Mick Garris.
- When the Bough Breaks (1993), de Michael Cohn.
- Las aventuras de Huckleberry Finn (1993), de Stephen Sommers.
- Romeo Is Bleeding (1993), de Peter Medak.
- Cronos (1993), de Guillermo del Toro.
- Doble riesgo (1993), de Claudia Hoover.
- Loca academia de policía: Misión en Moscú (1994), de Alan Metter.
- Sensation (1995), de Brian Grant.
- Fluke (1995), de Carlo Carlei.
- The Last Supper (1995), de Stacy Title.
- La ciudad de los niños perdidos (1995), de Jean-Pierre Jeunet y Marc Caro.
- La isla del Dr. Moreau (1996), de John Frankenheimer.
- Las aventuras del príncipe Valiente (1997), de Anthony Hickox.
- Tinseltown (1997), de Tony Spiridakis.
- The Protector (1997), de Jack Gill.
- Betty (1997), de Richard Murphy.
- Alien: Resurrection (1997), de Jean-Pierre Jeunet.
- Frogs for Snakes (1998), de Amos Poe.
- I Woke Up Early the Day I Died (1998), de Aris Iliopulos.
- Happy, Texas (1999), de Mark Illsley.
- The King's Guard (2000), de Jonathan Tydor.
- Stroke (2000), de Rob Nilsson.
- Price of Glory (2000), de Carlos Ávila.
- Titan A.E. (2000), –Voz- de Don Bluth, Gary Goldman y Art Vitello.
- Boys in the Run (2001), de Pol Cruchten.
- Night Class (2001), de Sheldon Wilson.
- Down (2001), de Dick Maas.
- Enemigo a las puertas (2001), de Jean-Jacques Annaud.
- How to Go Out on a Date in Queens (2002), de Michelle Danner.
- Blade II (2002), de Guillermo del Toro.
- Sacudida (2002), de Brian Katkin.
- Crimen y castigo (2002), de Menahem Golan.
- Star Trek: némesis (2002), de Stuart Baird.
- Rats (2003), de Tibor Takács.
- Boys On The Run (2003)
- Looney Tunes: De nuevo en acción (2003), de Joe Dante.
- Hellboy (2004), de Guillermo del Toro.
- Tarzán 2 (2005), de Brian Smith
- Desperation (2006), de Mick Garris.
- Afro Samurai (2006), miniserie de animación.
- En el nombre del rey (2007), de Uwe Boll.
- Hellboy 2: El ejército dorado (2008), de Guillermo del Toro.
- Outlander (2008), de Howard McCain.
- Crónicas mutantes (2008), de Simon Hunter haciendo de Samuel.
- Dark Country (2009)
- Tangled (2010) de Nathan Greno y Byron Howard
- Season of the Witch (2011), de Dominic Sena.
- Conan el Bárbaro (2011), de Marcus Nispel.
- Bunraku (2011), de Guy Moshe.
- Drive (2011), de Nicolas Winding Refn.
- El rey Escorpión 3 (2011), de Roel Reiné.
- Pacific Rim (2013), de Guillermo del Toro.
- Justice League: The Flashpoint Paradox (2013), de Jay Oliva.
- Poker Night (2014), de Greg Francis.
- Before I Disappear (2014), de Shawn Christensen.
- El libro de la vida (2014), de Jorge R. Gutiérrez.
- Skin Trade: Tráfico humano (2014)
- Moonwalkers (2015), de Antoine Badou-Jaquet.
- Stonewall (2015), de Roland Emmerich[2]
- Animales fantásticos y dónde encontrarlos (2016), de David Yates.
- Sergio & Serguéi (2017), de Ernesto Daranas.
- The Escape of Prisoner 614 (2018).
- Havana kyrie[3] (2018), de Paolo Consorti
- Asher (2018), de John Swab.
- Run with the Hunted (2019), de Michael Caton-Jones.
- Monster Hunter (2020), de Paul W. S. Anderson.[4]
- Don't Look Up (2021), de Adam McKay.
- Pinocho (2022), de Guillermo del Toro.
- The Retirement Plan (2023), de Tim Brown.[5]
- Day of the Fight (2023), de Jack Huston.
- The Instigators (2024), de Mayor Miccelli[6]

### Televisión
- Beauty and the Beast (La bella y la bestia) (1987-1990). Como Vincent, un hombre de rasgos felinos que vivía en los túneles de Nueva York y que tenía un romance con la ayudante de fiscal Catherine Chandler (Linda Hamilton). La serie fue cancelada debido a su baja audiencia, después de que Hamilton abandonara la serie tras la segunda temporada.
- Batman: la serie animada (1992-1993). Como la voz de Matt Hagen / Clayface.
- The Outer Limits (Más allá del límite) (1998). Como Brandon Grace, un exteniente coronel atormentado por su pasado.
- Los siete magníficos (1998-2000). Como Josiah Sánchez.
- Masters of Horror. Como Dwayne Burcell en el episodio de la temporada 2 "Pro-Life".
- Sons of Anarchy (2008-2014), de Kurt Sutter. Como Clay Morrow.
- Teen Titans (2003-2006). Como la voz del villano Slade Wilson, también conocido como Deathstroke en el universo de DC Comics.
- Adventure Time (2010). Como la voz de El Lich.
- The Blacklist (2015). Como Luther Braxton.
- Charmed (Embrujadas) (2001). Como Kellman.
- Trollhunters. Como Bular.
- Hand of God (2014-2017). Como Pernel Harris, protagonista de la serie.
- Startup (2017-2018). Como Wes Chandler.

### Videojuegos
- Fallout (serie de videojuegos) (1997), como el narrador.
- Halo 2 y Halo 3 (2004) y (2007), como Lord Terrence Hood, líder de facto de la UNSC.
- Conan (2007), como Conan.
- Call of Duty: Black Ops III (2015), como Floyd Campbell, el boxeador, en el capítulo "Shadows of Evil".
- Payday 2: Biker Pack - DLC (2016), como Rust, parte de la pandilla de Payday .
- West of the dead(2020), como William Mason.